# Eutychian (imię)
Eutychian – zlatynizowane imię męskie pochodzenia greckiego, oznaczające "pochodzący od Eutychiusza, należący do Eutychiusza". Wśród patronów — św. Eutychian, papież, wspominany w Kościele katolickim 8 grudnia. 
Eutychian imieniny obchodzi 13 listopada i 7 grudnia.